# The Stooges (album)
| Recensione | Giudizio       |
| ---------- | -------------- |
| Ondarock   | Pietra miliare |

The Stooges è l'album d'esordio dell'omonimo gruppo. Il disco mischia le sonorità di Chuck Berry con la psichedelia dei The Doors e MC5 unendo agli strumenti le distorsioni dei Velvet Underground ed alle parole il timbro alla Mick Jagger.
La rivista Rolling Stone l'ha inserito al 185º posto della sua lista dei 500 migliori album.

## Il disco
Il disco si apre col pezzo 1969, dove è esposta tutta la tendenza Rock & roll e Punk rock del gruppo. Si passa a I Wanna be Your Dog, uno dei brani più celebri del gruppo, dove le chitarre distorte accompagnano il timbro punk acido di Iggy Pop (che sarà ripreso anni dopo da Johnny Rotten con i suoi Sex Pistols). We Will Fall è una canzone che avrebbero benissimo potuto fare i The Doors (un misto fra The End di questi ultimi e Venus in Furs dei Velvet Underground): dieci minuti abbondanti di accompagnamento scarno e frasi da messa nera; non a caso a suonare la viola è John Cale, che faceva parte dei Velvet Underground.
Mentre con No Fun e Not Right gli Stooges precorrono i tempi facendosi antenati dei primi Ramones (con ritmi però alla I'm Waiting for the Man dei Velvet Underground). Questo album li catapulta nella scena di Detroit (assieme agli MC5) e di tutti gli Stati Uniti come un fulmine a ciel sereno negli anni del festival di Woodstock e del "Flower Power".
Pur essendo diventato negli anni un album di culto per aver preceduto e quasi originato il fenomeno punk (Ramones e Sex Pistols come detto devono molto agli Stooges), all'epoca il disco vendette poco, facendo solo una fugace apparizione alla posizione no. 106 nella Billboard 200.

## Tracce

### Tracklistoriginale
- Lato A

1. 1969 - 4:05
2. I Wanna Be Your Dog - 3:10
3. We Will Fall - 10:15

- Lato B

1. No Fun - 5:15
2. Real Cool Time - 2:29
3. Ann - 3:00
4. Not Right - 2:49
5. Little Doll - 3:21

### Ripubblicazione del 2005
Il 16 agosto 2005, l'Elektra e la Rhino Records ripubblicarono il disco come un doppio album a prezzo speciale. Questa versione conteneva nel primo CD la versione rimasterizzata dell'album originale, mentre, sul secondo CD la seguente lista tracce:
1. No Fun (original John Cale mix) – 4:43
2. 1969 (original John Cale mix) – 2:45
3. I Wanna Be Your Dog (original John Cale mix) – 3:26
4. Little Doll (original John Cale mix) – 2:49
5. 1969 (alternate vocal) – 4:47
6. I Wanna Be Your Dog (alternate vocal) – 3:28
7. Not Right (alternate vocal) – 3:12
8. Real Cool Time (alternate mix) – 3:22
9. Ann (full version) – 7:52
10. No Fun (full version) – 6:49

## Formazione
- Iggy Pop - voce
- Ron Asheton - chitarra, cori
- Dave Alexander - basso
- Scott Asheton - batteria
- John Cale - produttore, pianoforte e campanelli in I Wanna Be Your Dog, viola in We Will Fall

## Classifiche
| Classifica (2022) | Posizione massima |
| ----------------- | ----------------- |
| Grecia            | 17                |